# Coctilelater
Coctilelater là một chi bọ cánh cứng trong họ 
Elateridae.
Chi này được miêu tả khoa học năm 1975 bởi Costa.

## Các loài
Các loài trong chi này gồm:
- Coctilelater corymbitoides (Candèze, 1900)
- Coctilelater sanguinicollis (Candèze, 1878)